# Oscar Carlén
Oscar Carlén (* 11. Mai 1988 in Karlstad) ist ein ehemaliger schwedischer Handballspieler. Er ist 1,94 m groß.

## Karriere
Oscar Carlén kam durch seinen Vater, den ehemaligen Handballweltmeister Per Carlén, zum Handballspiel und begann in der Jugendabteilung von Ystads IF HF, dem letzten Verein seines Vaters. 2005 debütierte er für Ystad in der ersten schwedischen Liga. In der Saison 2006/07 erfolgte sein nationaler Durchbruch: Carlén warf in 25 Spielen 137 Tore und wurde zum schwedischen Spieler des Jahres gewählt. In der Saison 2007/08 wurde der Rückraumspieler mit 208 Treffern Torschützenkönig der Elitserien. Zur Saison 2008/09 unterschrieb er einen Dreijahresvertrag bei der SG Flensburg-Handewitt. Ab der Saison 2011/12 stand Carlén beim HSV Hamburg unter Vertrag.
Durch einen Kreuzband- und Meniskusriss im Februar 2011 fiel er für den Rest der Saison aus. Während eines Aufbautrainings riss ihm Ende September 2011 erneut das rechte Kreuzband (korrekter: die eingesetzte Kreuzbandplastik). Dies machte eine doppelte Operation notwendig. Zunächst wurden die Implantate in den Bohrkanälen in den Knochen entfernt und nach ca. vier Monaten eine neue Kreuzbandplastik eingesetzt. Carlén bestritt aufgrund dieser Verletzung kein Bundesligaspiel für den HSV Hamburg. Anfang September 2013 wurde bekannt, dass er den Verein verlässt, in seine Heimat zurückkehrt und aufgrund der Verletzung seine Karriere beendet.
Oscar Carlén bestritt 78 Länderspiele für die schwedische Nationalmannschaft. Mit Schweden hat er an der Handball-Europameisterschaft 2008 in Norwegen sowie an der Handball-Weltmeisterschaft 2009 in Kroatien teilgenommen.
Im Juli 2017 übernahm Carlén das Co-Traineramt von Ystads IF. Im Sommer 2020 wurde er zum Cheftrainer von Ystads IF befördert. Unter seiner Leitung gewann Ystads 2022 und 2025 die schwedische Meisterschaft. Ab dem Sommer 2025 wird er zusätzlich die schwedische B-Nationalmannschaft trainieren.